# Nevo
Nevo (hebr. נבו) ist ein Familienname, der sich von der hebräischen Bezeichnung für den Berg Nebo ableitet. Namensträger sind:
- Eshkol Nevo (* 1971), israelischer Schriftsteller
- Gal Nevo (* 1987), israelischer Schwimmer
- Yehuda Nevo (1932–1992), israelischer Archäologe